# 氣候變化調適
氣候變化調適（英語：Climate change adaptation）所談的是針對當前氣候變化或是預期影響而調適的過程。對人類而言，調適的目的是用於減輕或是避免傷害，並在其中找到機會而利用。人類對於自然系統，可透過干預的手段以協助調適。世界各地本已存有不同應對氣候變化影響的方式、戰略以及選項。調適的做法包括4種：基礎設施及技術面、制度面、行為與文化面，以及依據自然而從事的做法。:fig. 16.5
調適的做法因地而異，取決於其對人類或生態系統所產生的各種風險。調適對於開發中國家尤為重要，因為這些國家最易受氣候變化的影響，且受害最深。在不同區域及不同的人群中，其調適能力不盡相同，通常是開發中國家的較差。調適能力與社會變遷和經濟發展有密切關聯。
一般而言，經濟發展水平越高即表示有更高的調適能力，但有些發展會將人們鎖定在特定的模式或行為中。最發達地區的人對未曾經歷過的新型自然災害會有較低的調適能力。預計全球在未來的幾十年裡，為調適氣候變化所花費的經濟成本，每年動輒會以數十億美元為單位計算。

## 定義
氣候變化調適可定義為：“人類為適應實際或是預期氣候變化，及其影響而做的調整過程，用以減輕危害或是趁機利用其中的有利機會。”:5 “在自然系統，所謂調適是實際氣候及其影響進行適應的過程，而人為干預有促進的作用。”:5
調適行動有漸進式（其核心目標是維持系統的本質和完整性），或是變革式（為應對氣候變化及其影響而改變系統的基本屬性）。

## 對調適的理解

### 對氣候變化影響的研究
針對氣候變化調適的科學研究框架通常會先從分析氣候變化對人類、生態系統和環境可能產生的影響著手。氣候變化影響涉及的是對生命、人類生計、健康與福祉、生態系統與物種、經濟、社會與文化資產以及基礎設施的影響。:2235影響包括有改變農業收成、增加洪水、及增加乾旱或珊瑚白化等。對影響做分析是了解當前和未來調適的需求，和採取應對選項的重要一步。
截至2022年，全球氣溫升高的幅度為1.2°C（2.2°F），並有望在21世紀末升高達到2.5至2.9°C（4.5至5.2°F）。全球氣溫升高已產生多種副作用。
本節摘自氣候變化的影響。
氣候變化的影響發生在生態環境、生態系統和人類社會之中。氣候系統的變化經全球逐漸變暖、更多的極端天氣和海平面上升等現象出現，繼而影響到自然環境和野生動物，以及人類定居地和社會。這種由人為促進的氣候變化，其產生的影響既廣泛又深遠，如果再不採取全面性氣候行動，情況會更惡化。已觀察到，以及預測的氣候變化所造成的負面影響有時被稱為氣候危機。
全球的氣候變化並非以均勻形式出現。特別是大多數陸地區域比大多數海洋區域變暖得更快，而北極比大多數其他地區變暖得更快。氣候變化對海洋的影響包括海洋熱含量升高，導致極地冰蓋融化，海平面因而上升、海水分層加劇以及洋流發生變化（包括大西洋經向翻轉環流 減弱）。:10大氣中的二氧化碳正導致海洋酸化。
氣候變化並非以平均形式進行，而是以快速變率或極端條件形式出現。例如港口的平均海平面不如風暴潮（會導致洪水）期間高水位造成的影響嚴重、一個地區的平均降水量不如乾旱和極端降水事件的頻繁程度和嚴重程度而造成的影響嚴重。

### 災害風險、響應和準備
由於氣候變化是造成災害風險的因素之一，氣候變化調適有時被當作減少災害風險眾多方法中的一種。.而反過來，減少災害風險應算是可持續發展中的一個主題。
災害通常由自然風險所引發，但總是與人類的作為（或不作為）有關，或是源自人類行為。全球的災害、經濟損失和會驅動風險的潛在脆弱性均在增加中，全球的氣候變化風險也對不同的地方產生重大影響。由於預計的氣候變化會增加極端天氣事件和災害的頻率和嚴重性，調適做法還包括加強備災和相關災難應對能力的措施。

## 宗旨

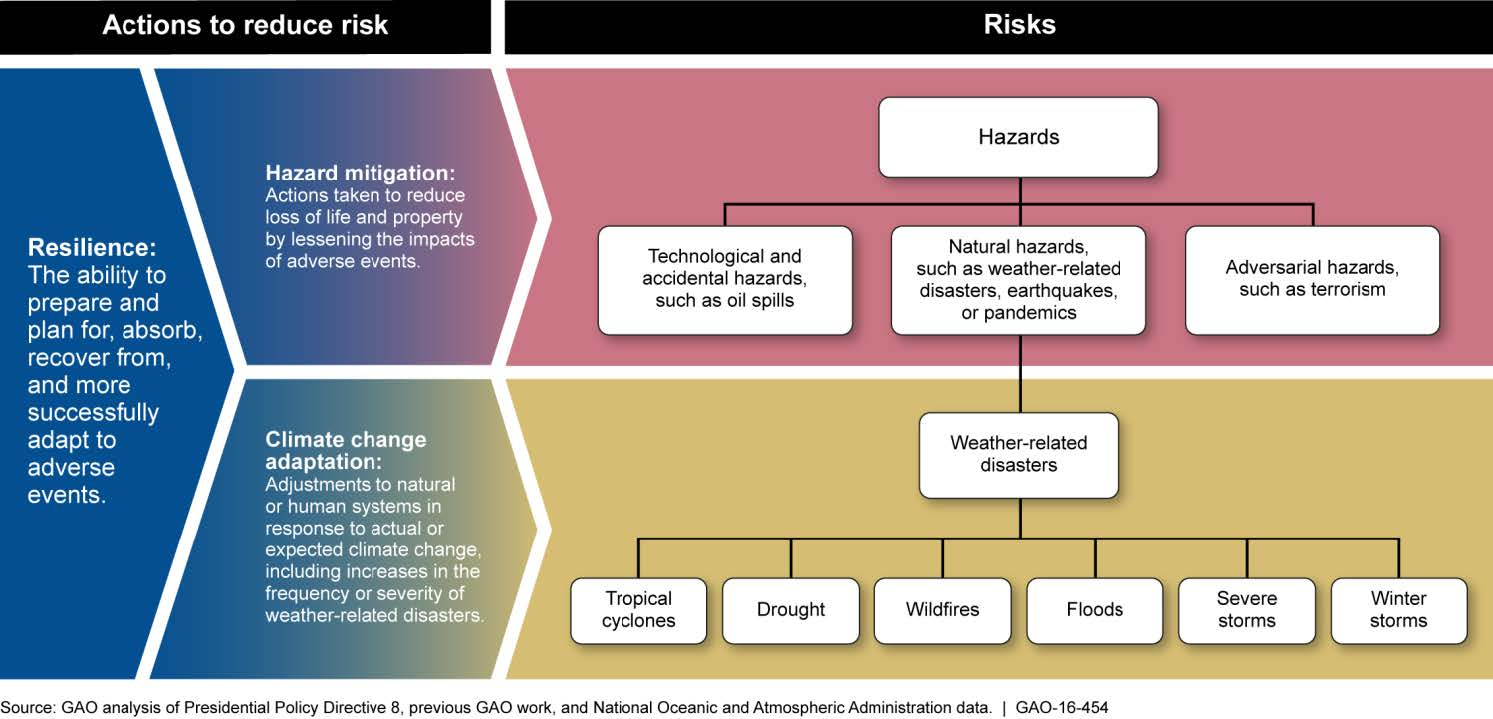
圖表，說明風險、風險減緩行動、韌性和調適之間的關係。

對人類而言，調適的目的在減輕或避免傷害，並善用其中的機會。而人類對自然系統可進行干預以協助調適。

### 政策目標
由各國在2015年簽訂的《巴黎協定》，要求把21世紀的全球氣溫上升幅度控制在不高於第一次工業革命前平均水平的2°C之內，並致力把上升幅度限制在1.5°C以內。即使能相對較快的停止溫室氣體排放，由於氣候系統具有的慣性，全球變暖及其影響仍會持續多年，因此碳中和（“淨零排放”）和氣候變化調適兩項均有其必要。
全球氣候調適目標（Global Goal on Adaptation）也是根據《巴黎協定》而制定。目標側重於支持協定締約方的長期調適目標，並在控制溫度不超過1.5/2°C目標的背景下為最脆弱國家的調適需求提供資金。目標具有3個核心成分：降低氣候變化的脆弱性、增強調適能力和增強復原能力。

### 降低風險因素：脆弱性和暴露
調適做法可透過減少3個相互作用的風險因素把風險降低：自然災害風險、氣候變化脆弱性風險和暴露風險。災害風險無法被直接減少（災害受當前和未來氣候變化所產生）。但調適可處理氣候相關災害之間相互作用的風險，以及處理受影響者和生態系統的暴露程度和脆弱性。:145-146暴露是指接觸到負面影響的人類、生計、生態系統和其他資產。減少曝露的做法可把居民從氣候風險高的洪氾區等撤離，以及改善早期預警系統。:88所謂氣候變化脆弱性指的是“受氣候變化不利影響的傾向或是秉性”。脆弱性可用於描述人類，也可用於描述生態系統。人類和生態系統的脆弱性相互依存。:12氣候變化脆弱性包含“各種概念和要素，包括對傷害的敏感性或易感性，以及缺乏應對和調適的能力”。:5運用綠化空間可減少低收入社區的熱壓迫和糧食匱乏，而改善城市環境，並把脆弱性降低。:800
可採用以生態系統做基礎的調適方式以降低氣候災害脆弱性。例如紅樹林具有抑制風暴能量的能力，可用於阻止洪水氾濫，而保護紅樹林生態系統即成為一種調適模式。人們運用保險和多樣化謀生方式，可提高韌性，並降低脆弱性。進一步降低脆弱性的行動包括加強社會保護和興建更能抵擋災害的基礎設施。

### 增進調適能力
在氣候變化背景下，所謂調適能力是種系統（人類、自然或是兩者結合），能適應氣候變化（包括天氣變率和極端氣候事件），以減輕潛在損害、善用機會或應對後果的能力。調適能力與適應本身並不相同。 調適能力是具有設計和施行有效調適戰略的能力，或對不斷變化的災害和壓力做出反應，以減少災害影響可能性的能力。
能迅速應對氣候變化的社會，即表示其具有很高的調適能力。而反過來，高適應能力並不一定能轉化為成功的調適行動，或能成功實現公平，且又增進人們福祉的目標。:164例如西歐的調適能力通常被認為很高，但氣候變暖後，當地冬季牲畜爆發疾病卻是有案可查，歐洲許多地區的牲畜在2007年仍受到藍舌病爆發的嚴重影響。
一般而言，高收入國家與低收入國家間的調適能力就有差異。根據一些指數（如美國聖母大學設計的聖母大學全球調適能力指數），高收入國家往往具有較高的適應能力。但不同的國家之間仍存有很大的差異。:164
決定調適能力的因素包括有：:895–897
- 經濟資源：較富裕的國家相較於較貧窮的國家，會更有能力承擔調適應氣候變化的成本。
- 技術能力：缺乏技術能力會阻礙調適的進展。
- 信息能力與技能：需要足夠的信息和訓練有素的人員，才能評估和施行成功的調適方案。
- 社會基礎設施
- 制度：通常的概念是具有良好社會機構的國家會比具有效率低下機構的國家（通常是開發中，以及轉型中的經濟體）有更強的調適能力。
- 公平性：一般的看法是政府和制度能讓人公平獲取資源的國家，有更強的調適能力。

在許多案例中，促進可持續發展的措施與促進調適能力的會重疊，兩種活動都可降低氣候風險，也同時產生發展效益。此類活動可包括：改善資源獲得、降低貧困、降低群體間資源和財富不公平分配、改善教育和信息、改善基礎設施、提高機構能力和效率、促進本土既有的做法和知識，以及經驗。:899

### 增強韌性
氣候韌性指的是“社會、經濟和生態系統應對危險事件、趨勢或者干擾的能力”，包括重組與學習的能力。:7此定義類似於氣候變化調適的定義。但韌性是種更為基於系統，去吸收變化並利用此類變化而發展成更為有效配置的做法。這個想法是當干擾創造出機會時，參與者可進行干預以將系統重組。:174韌性可將重組引導到更理想的方向（例如達成社會或發展的目標）。
所謂調適，通常就建立在韌性的基礎上，而在干擾發生之後能復原的一種方式，被認為是種漸進的模式，而非變革。:130,134但從另一個角度來看，以氣候韌性為重點的項目是種促進和支持變革的活動，因為變革調適與規模有關，理想情況下是在整個系統的層面下發生。 :72:26
因此有強化的韌性對維持變革能力非常重要。變革本身及其過程是把主要系統/部門（能源、土地和生態系統、城市和基礎設施、工業和社會｝均包括在內才能達成。:125人們認為如果變革不將社會正義，權力差異和政治包容性，以及改造本身是否能為每個人帶來收入和福祉作改善等因素考慮在內，就有失敗的可能。:171
而"氣候變化調適發展"是最近才出現，一個發生在工作和研究課題的領域，而且兩領域間有密切關聯。它描述同時尋求氣候變化調適、緩解和開發解決方案的情況。這種做法能從行動間的協同效應中獲益，並減少發生權衡取捨的情況。:172

### 與緩解的共同效益
限制氣候變化的戰略與氣候變化調適的工作相輔相成。:128透過減少溫室氣體排放並將其從大氣中移除，以限制地球變暖，稱為氣候變化減緩。
適應和減緩之間存在一些共同效益。共同效益包括大眾運輸對減緩和調適所具有的好處。大眾運輸每行駛一公里所產生的溫室氣體排放量低於眾多小型車輛的總和。良好的大眾運輸網絡還可提高災難發生時的方便性：疏散和應急行動變得更加容易。減少大眾運輸產生的空氣污染可改善健康，反過來可提高經濟韌性，因為健康的員工會表現更好。 

## 各種行動選項
目前已有許多調適措施，用於管理氣候變化對人類和自然的風險及其負面影響。
這些措施通常側重於近期的氣候風險，並側重於特定部門，如與水以及農業，以及與非洲和亞洲等地有關聯者。重要的是把實際的調適做法與當前需求（相對於當今氣候狀況）之間的差距縮小，以把風險降低到可容忍的水平。但對未來的調適，還必須依賴對未來風險做出正確的預測。有些行動選項會隨著全球變暖加劇而降低其有效性，甚至會變得完全不可行。
調適措施可分為4類，目的都為直接降低風險和善用其中產生的機會：:2428
1. 基礎設施及技術上調適（包括工程、建成環境及高科技解決方案）、
2. 制度上調適（經濟單位、法律及法規、政府政策與計劃）、
3. 行為和文化上調適（個人和家庭策略，以及社會和社區的做法）、
4. 基於自然環境的解決方案（包括基於生態系統的調適選項）。

另一種把選項分組的方法是將其分為3類：結構和實體調適（可歸入工程和建成環境、技術、基於生態系統的服務）、社會調適（教育、信息及行為）和制度調適（經濟單位、法律及法規、政府政策與計劃）。:845
以下列出不同調適的區別，包括預期調適相對於反應調適、自主性調適相對於計劃性調適，以及漸進調適相對於變革調適。 :134
- 漸進調適行動秉持的目標是維持原有系統的本質和完整性，而變革調適行動則是要把整個系統的基本屬性改變。[1]
- 自主性調適行動是針對經歷過的氣候及其影響而進行，而無需明確或有意識的計劃。[1]計劃性調適可以是反應性或是預期（即在影響已明顯呈現之前即進行）。採自主性調適的做法會產生大量成本，而這類成本在很大程度上可透過計劃性調適來避免。[31]:904

### 基礎設施和技術選項

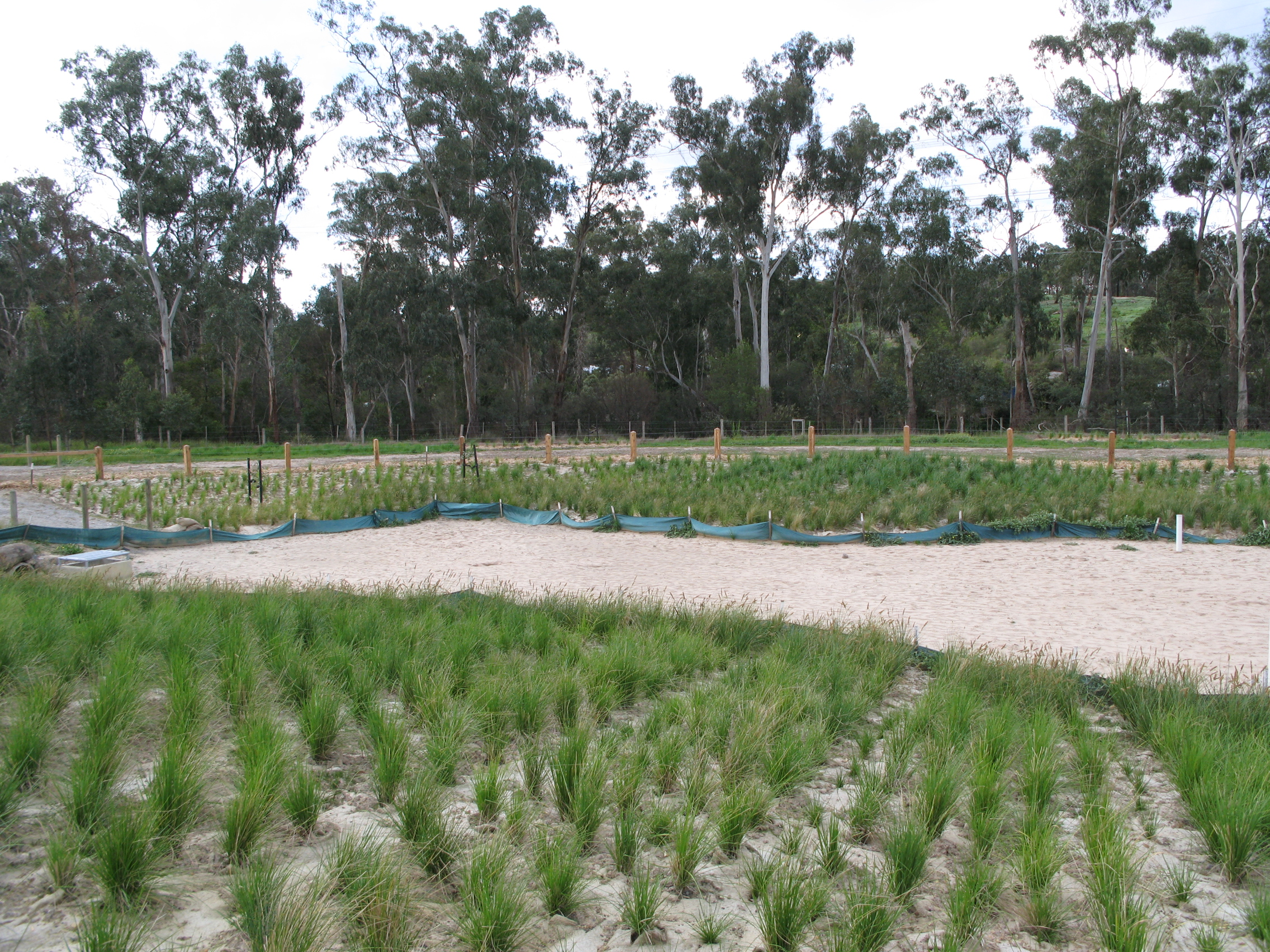
濕地復育（澳大利亞）。

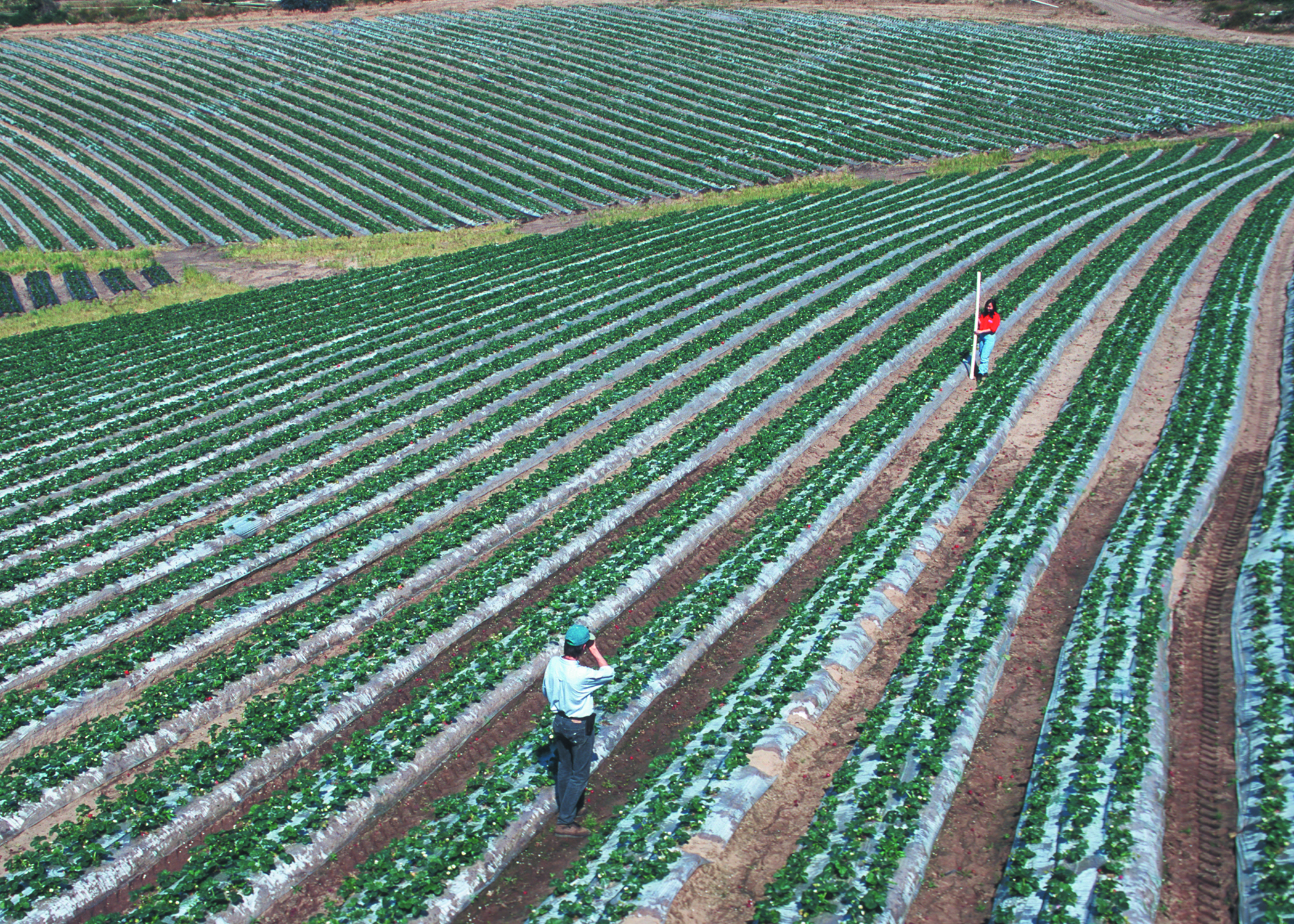
檢查草莓園地形線（位於美國加利福尼亞州蒙特瑞郡。

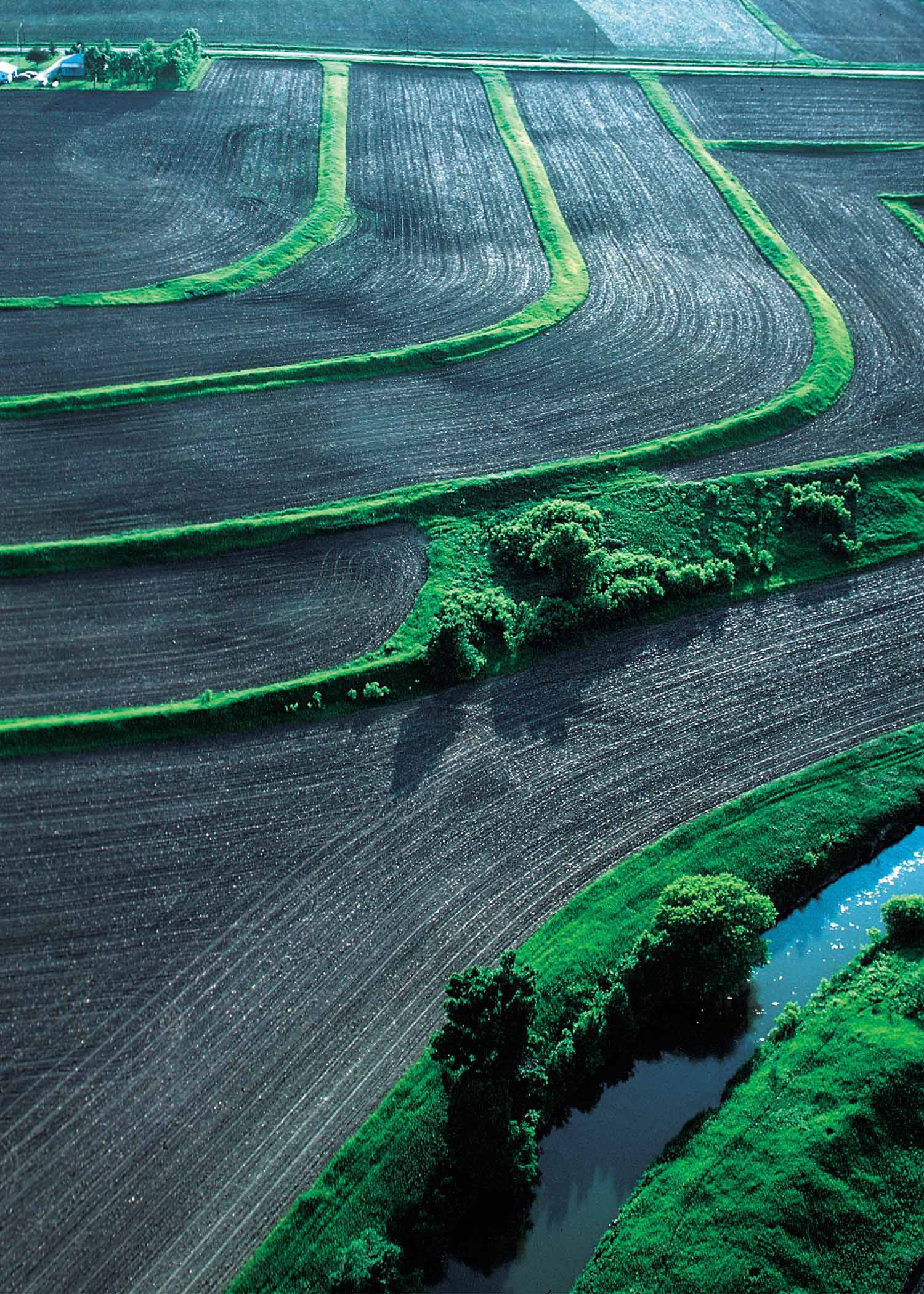
梯形田地、保護性耕作以及保護性間隔可對農場的土壤提供保護及改善水質（位於美國愛荷華州西北部的伍德伯里郡）。

#### 建成環境
屬於“建成環境”的選項包括例如安裝基礎設施，或是將既有的升級，以防治洪水、海平面上升、熱浪和極端高溫，以及為應對變化降雨模式而對農業基礎設施（例如灌溉系統）做新建或升級的處置。在以下“按影響而採的選項”一節中會做進一步解釋。

#### 預警系統
本節摘自早期預警系統。
早期預警系統是預警系統中的一種，配備有傳感器、事件偵測和決策支援系統中的子系統，用於早期識別風險而提前做準備，將影響降至最低。
為達到效果，早期預警系統需積極讓處於風險環境的社區參與，促進公眾教育和提升風險意識，有效傳播警訊，並經常維持警醒狀態。一個完整有效的早期預警系統具有4大主要功能：風險分析、監測和預警、傳播和交流，以及響應能力。
本節摘自早期預警系統#For climate adaption 。
由於氣候變化導致極端天氣事件發生和海平面上升，聯合國建議將早期預警系統作為氣候變化調適和氣候風險管理的關鍵要素。洪水、熱帶氣旋和其他快速變化的天氣事件會讓沿海地區、洪水區沿線和依賴農業的社區非常容易受到影響。為此，聯合國正在運行一個名為“氣候風險和早期預警系統（Climate Risk and Early Warning Systems）”的伙伴關係，以協助已面臨高風險，卻將之忽略的國家開發這種系統。

#### 氣候服務
氣候服務是種能提供品質良好的氣候信息系統，能為最終用戶最易取得和最易使用。服務目標是支持調適、緩解以及管理。為氣候現象的解釋、分析和交流已有多種的做法和產品被開發出，內容經常會結合來自不同來源和類型的知識，目標是滿足需求。此類氣候服務顯示出已由從前的供應驅動（即科學驅動）的產品向需求驅動（即決策驅動，把更多用戶的需求列入考慮 ）方向轉變。為此，有不同類型的用戶-生產者參與或是共同設計，根據不同內容的需求而提供。 
不同氣候服務的結構和目標各不相同，各為幫助用戶應對當前的氣候變率，以限制氣候相關災害造成的損害，或者是降低特定部門的風險。相關案例包括：哥白尼氣候變化服務 (C3S)，C3S提供免費，可自行上網查詢，用於各種目的的氣候數據、工具和信息。參與式農業綜合氣候服務（Participatory Integrated Climate Services for Agriculture，PICSA）是種參與式的做法，把歷史氣候數據和預測，並與農民的當地背景知識相結合。

### 制度選項

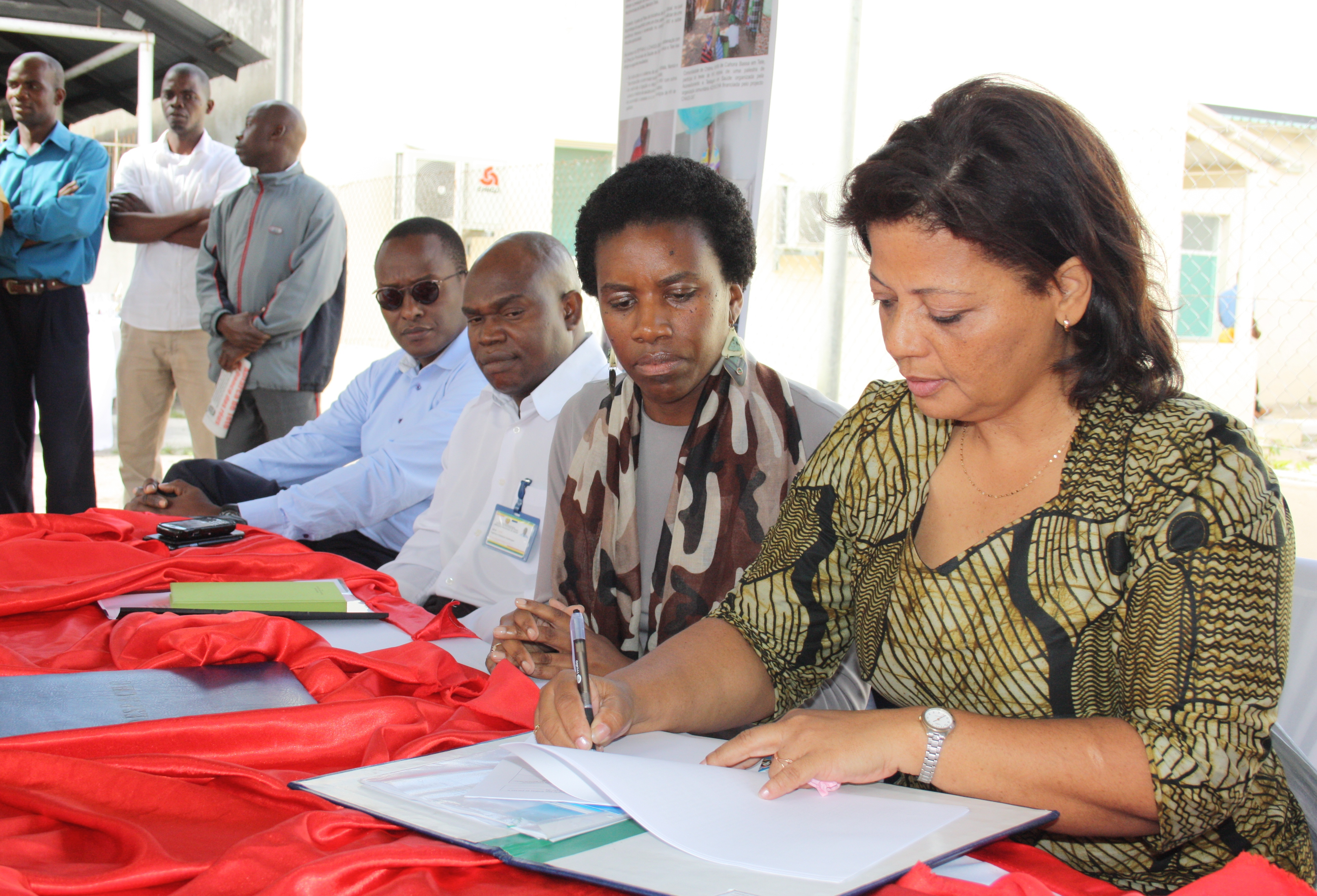
由美國國際開發署贊助的海岸城市調適計畫，在莫三比克克利馬內的簽署儀式。

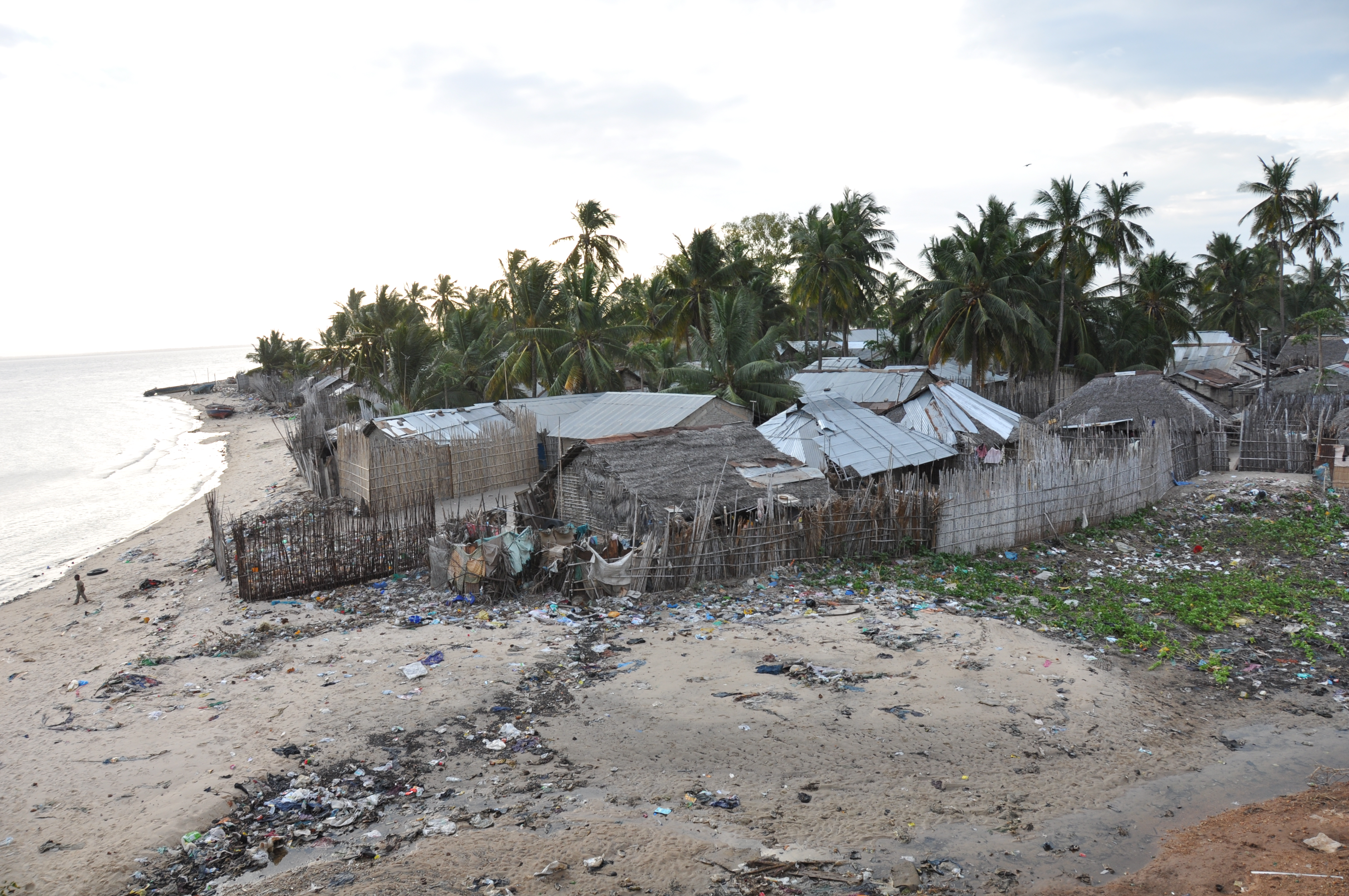
海岸城市調適計畫將為莫三比克克利馬內的海岸，提供應對如洪水、海岸侵蝕、海平面上升及其他與氣候變化相關所產生的災害。

所謂制度選項包括分區條例、新的建築規範、新的保險計劃和協調機制。
政府的政策已被認定是整合氣候變化調適問題的重要工具。在國家層面，調適戰略會包含在在國家行動計劃（NAPS）和Template:國家調適行動計劃（聯合國為開發中國家制定）和/或國家氣候變化政策和戰略中。在不同的國家和城市，各有不同的發展水平（請參閱後續“策劃與實施”一節）。
不同城市、州和省通常在土地利用規劃、公共衛生和災害管理方面負有相當大的責任。而通常是城市會更頻繁地出現與氣候調適法規相關的報導。:2434有些機構已開始採取步驟，以對氣候變化而加劇的威脅（例如洪水、叢林大火、熱浪和海平面上升）作調適。

#### 建築規範
對建築法規做管理，讓建築物符合規定非常重要，對會發生極端天氣事件的環境中，得讓人們保持健康和舒適，並保護他們免受洪水侵襲。:953–954有許多此類的案例，例如增加建築絕緣值、遮陽、自然通風（或稱被動冷卻、綠化屋頂的規範，以減少城市熱島效應，或是要求濱水建物具有較高的地基。:953–954土地使用分區，對都市計畫和減少與洪水和山體滑坡威脅地區相關的風險都非常重要。:942–943

#### 保險
利用保險可分散洪水和其他極端天氣事件造成的財務影響。採取此類選項的頻率越來越高。:814例如指數型保險是種相對較新的產品，當天氣指數（如降水或溫度）超過閾值時就會導致保險償付，目的在幫助農民等客戶應對生產上的風險。而取得再保險是能提高城市韌性的一種做法。如果私人保險市場提高保費，公共部門會在保費上提供補貼，一項研究提出制定政策時應該考慮到具有關鍵性的公平問題：
- 將風險轉由公共財政負擔，並不能降低整體風險
- 政府可透過拉長時間來分攤損失，而非在短期內由投保者負擔
- 政府可強制位於低風險地區的房主對位於高風險地區的客戶，提供保費的交叉補貼
- 當市場競爭激烈時，在當地運營的私營部門保險公司在取得交叉補貼方面會越來越難
- 政府可向人們徵稅，作為日後發生災難的成本準備金。

政府補貼的保險（如在1968年通過的美國全國洪水保險計畫）被批評為在危險地區開發房產提供不正當激勵，而把整體風險增加。另外還有看法，認為保險會破壞其他增強調適的工作，例如增強建物的保護和韌性。這種行為上的問題可透過適當的土地利用政策來抵消，例如限制在感知到當前或未來有氣候風險的地方興建，和/或鼓勵採用融入韌性的建築規範來降低潛在的損害。 

#### 協調機制
協調是為與其他參與者實現共享目標而進行的活動，例如信息共享或聯合實施調適方案，如此做可有效利用資源、避免重複、促進政府部門間的一致性以及提高所有參與者相互間的清晰度。:5經《聯合國氣候變遷綱要公約》(UNFCCC)資助的糧食生產部門調適項目，通常會涉及地方級和國家級政府之間的協調，但社區級政府和國家級政府之間的協調則很少見到。

### 行為和文化選項
個人和家庭在全球調適活動中可發揮核心的作用，特別是在全球南方（Global South，參見南北分歧）有許多此類案例。行為調適指的是轉而採用有助於降低風險的策略、做法和行動，例如保護房屋免受洪水侵襲、保護農作物免受乾旱破壞以及採取不同的謀生活動。行為改變也是最常見的調適形式。:2433

#### 改變飲食與食物浪費
食品的腐敗程度會因暴露在更高的溫度和濕度下，或因洪水和污染等極端事件而增加。:787這情況會在食品供應鏈的不同環節中發生，而對食品安全和營養構成風險。透過調適措施可審查供應商的生產、加工和其他處理的做法。相關案例包括進一步分類，把已損傷的產品分開處理、利用乾燥方式以利儲存或是改進包裝。:787零售商和消費者的其他行為改變選項包括接受較不完美的水果和蔬菜外觀、將剩餘食物重新分配及降低快過期食品的價格進行促銷。
改變飲食選項（在消耗卡路里過多的地區）包括用更高比例的植物性飲食代替肉類和乳製品，此類做法都具有緩解和調適的好處。生產植物性飲食對能源和水的需求要低得多。採取此種調適選項可調查及應用更為適應區域、社會經濟和文化背景的飲食模式。人們對食物的偏好在很大程度上是受到社會文化規範的影響。諸如補貼、稅收和營銷等支持政策對於飲食選項也很重要。:799

#### 轉變謀生策略
人們已更為了解農業調適選項，包括改變播種時間，或改而種植/畜養更適應氣候條件和能抗蟲害的作物和牲畜，培育更具適應力的作物和栽種轉基因作物。:787這類做法的目的在改善糧食安全和營養。

#### 季節性遷徙
季節性遷移包括傳統的做法，例如畜牧業中的遊牧或農民在農閒時進入城市尋找季節性工作，通常均為自願和出於經濟動機。但天氣波動和極端事件會影響到人口遷移。:2428天氣變率頻繁被認為是農業收入和就業下降的重要因素。氣候變化讓這些影響更有可能發生，尤其是從農村到城市的人口流動被認為會因而增加。人口遷移（包括季節性遷移），被視為行為氣候調適，但導致的因素包含許多，並且仍難以把氣候變化的影響予以量化。:2428

### 基於自然的選擇
基於自然的解決方案 (NBS) 與大自然和生態系統合作，為社會和整體生物多樣性提供益處。在氣候變化的背景下，這類做法提供有利於和支持野生物種和棲息地的調適和緩解方案，通常有助於實現其他可持續發展目標。:303
本節摘自基於自然的解決方案（NBS）#Definition。
國際自然保護聯盟 (IUCN) 把NBS定義為保護、可持續管理和賦予，或是改良自然生態系統的行動，有效和具調適能力以應對社會挑戰，同時提供人類福祉和生物多樣性的利益。具有共同性質的社會挑戰包括氣候變化、糧食安全、災害風險、水安全、社會和經濟發展以及人類健康。

#### 支持生態系統和生物多樣性
生態系統根據其對氣候變化的韌性來適應全球變暖（參見氣候變化對生態系統的影響）。人類可幫助生態系統調適生物多樣性。例如增加生態系統之間的連通性，以便物種可自行遷徙到更有利的氣候條件中，或是經人類運送，以協助其遷徙。另一例是利用科學研究和開發來幫助珊瑚礁抵禦氣候變化（參見珊瑚白化#Artificial assistance）。保護和復育自然和半自然區域也有助於建立韌性，讓生態系統更易於調適。

#### 支持人群和社會
許多促進生態系統調適的行動，也經由基於生態系統的調適和基於自然的解決方案協助人類調適。例如恢復自然火情可降低發生災難性火災的可能性，而減少人類暴露於這種風險。提供河流更大的空間可讓自然系統儲存更多的水，而將居民區發生洪水的可能性降低。提供綠地和植樹造林為家畜提供遮蔭。在某些地區，農業生產與生態系統的復育之間存在權衡取捨的關係。

## 按影響而採的選項
一些調適方案被用於應對特定的氣候災害，如洪水或乾旱。當有產生不同危害的風險以及其他強大的導因時（例如移民），就會有其他方案出現。

### 洪水

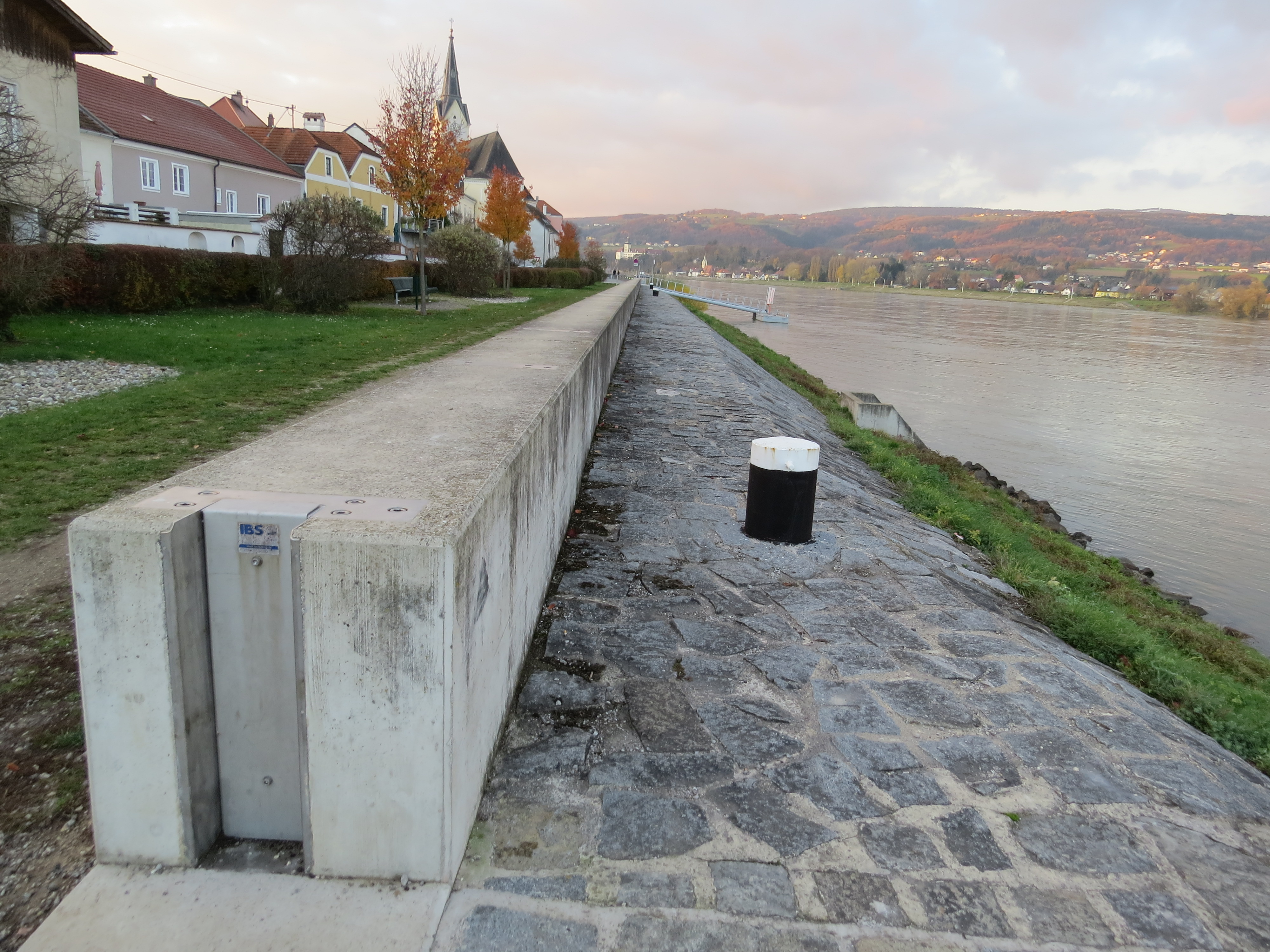
在奧地利城鎮伊布斯，沿多瑙河岸構建的防洪堤防。

洪水中包含有市區洪災或海岸淹水的形式，海平面上升會加劇這類洪水。部分地區還存在冰湖潰決洪水風險。
針對洪水的調適選項有多種：
- 興建更好的防洪設施，例如防洪壩（英语：flood barrier）、海堤和增加抽水防洪的能力[66]
- 裝設防止海水倒灌，而進入排水渠的裝置[67]
- 裝設雨水儲存槽（英语：rainwater tank）以應對降雨引起的洪水徑流、減少鋪砌表層，或是改用透水性鋪面、增加有蓄水功能的植被、增設地下蓄水池和補貼家用雨水儲槽。[68][69]
- 把污水處理廠的水泵升高[67]
- 提供經費，促使洪水多發地區居民遷離[70]
- 升高街道以防止洪水入侵[66]
- 利用，並保護紅樹林，可防止洪水氾濫[71]
- 對有爆發洪水風險的冰蝕湖，採用混凝土壩取代冰磧以提供保護（因此也取得水力發電的機會）。[72]

針對更頻繁的傾盆大雨，需要增加雨雪排水系統的容量，並將雨雪水與黑水（污水）分開導引，避免高峰期發生的溢流污染河流。在馬來西亞吉隆坡的巨型防洪計劃工程精明隧道即為其中一例。
美國紐約市於颶風桑迪過後，為重建和韌性計劃製作一份綜合報告。說明該市預定做的不僅包括讓建築物不易受洪水侵襲，還包括採取措施，把颶風期間和過後某些特定問題會再發生的機會降低：如因法律和交通問題，即使在未受影響的地區也曾出現長達數週的燃料短缺、受到洪水淹沒的醫療保健機構、保險費上升、電力和供暖蒸氣供應以及配電網絡受損、還有地鐵和公路隧道被洪水淹沒。

### 海平面上升
本節摘自“海平面上升#Adaption”。
降低溫室氣體排放可把海平面上升的速度在2050年後減緩和穩定，大幅降低其損害和相關成本，但無法完全阻止。因此針對海平面上升而進行氣候變化調適勢不可免。（p. 3–127）最直接的方法是立即停止在脆弱地區開發，最終要把居民和基礎設施遷離。但遷離的做法往往會導致這些人喪失生計，而這些因遷離而成為新貧的人會給他們遷入的新家園帶來負擔，同時加速社會緊張。
通過加強保護措施，如水壩、堤壩或改善自然防護，或是透過調整，如更新建築標準以減少洪水造成的損害、增加雨水閥門以解決漲潮時更頻繁和更嚴重的洪水，或種植更能耐受鹽水混入土壤的作物（即使成本會因此增加）。這些選項可進一步分為硬性和軟性調適。前者通常涉及對人類社會和生態系統的大規模改變，通常是興建資本密集型的基礎設施。軟性調適涉及加強基於自然的解決方案和當地社區的調適行動，通常採用簡單、模塊化和當地既有的技術。這兩種調適做法有時是互補，但有時會互斥。方案往往需要大量投資，但無所作為的代價會更大。例如到2050年，估計採取有效措施將會讓世界上136個最大沿海城市的年度洪水成本從1兆美元（目前的成本為600億美元）降低到約520-630億美元。有研究認為當海平面上升非常高時，讓印度和東南亞人們撤離海岸，比試圖保護每處海岸，對於當地的國民生產毛額（GDP）產生的影響會較小。
要調適成功，就需要對海平面上升做預測。截至2023年，全球氣候調適規劃的狀況好壞參半。一項對49個國家中253名規劃者所做的調查發現，雖然98%的人知道海平面會上升，但有26%的人尚未將其正式納入政策規劃。亞洲和南美洲國家的受訪者中只有約3分之1這樣做，而非洲的比例為50%，而歐洲、大洋洲和北美洲的比例則超過75%。在所有接受調查的規劃者中，56%的人制定針對2050年和2100年海平面上升的計劃，但53%的人只採用單一估計值，而非兩個或3個估計值。只有14%的人計劃使用4種估計值，其中包括“極端”或“高端”海平面上升。另一項研究發現雖然對美國西岸和美國東北部75%以上的區域評估，包括至少3種估計值（通常是 代表濃度路徑2.6(RCP2.6)、RCP4.5以及RCP8.5），有時會包括極端情景，但對美國南部的預測，其中88%只用1個估計值。南部的預測並未涵蓋2100年以後，而西岸有14個評估已做到2150年，東北部有3個評估已做到到2200年。並且有56%的地方所做的海平面上升預估低於IPCC第六次評估報告中所提的最高上升可能。

### 熱浪

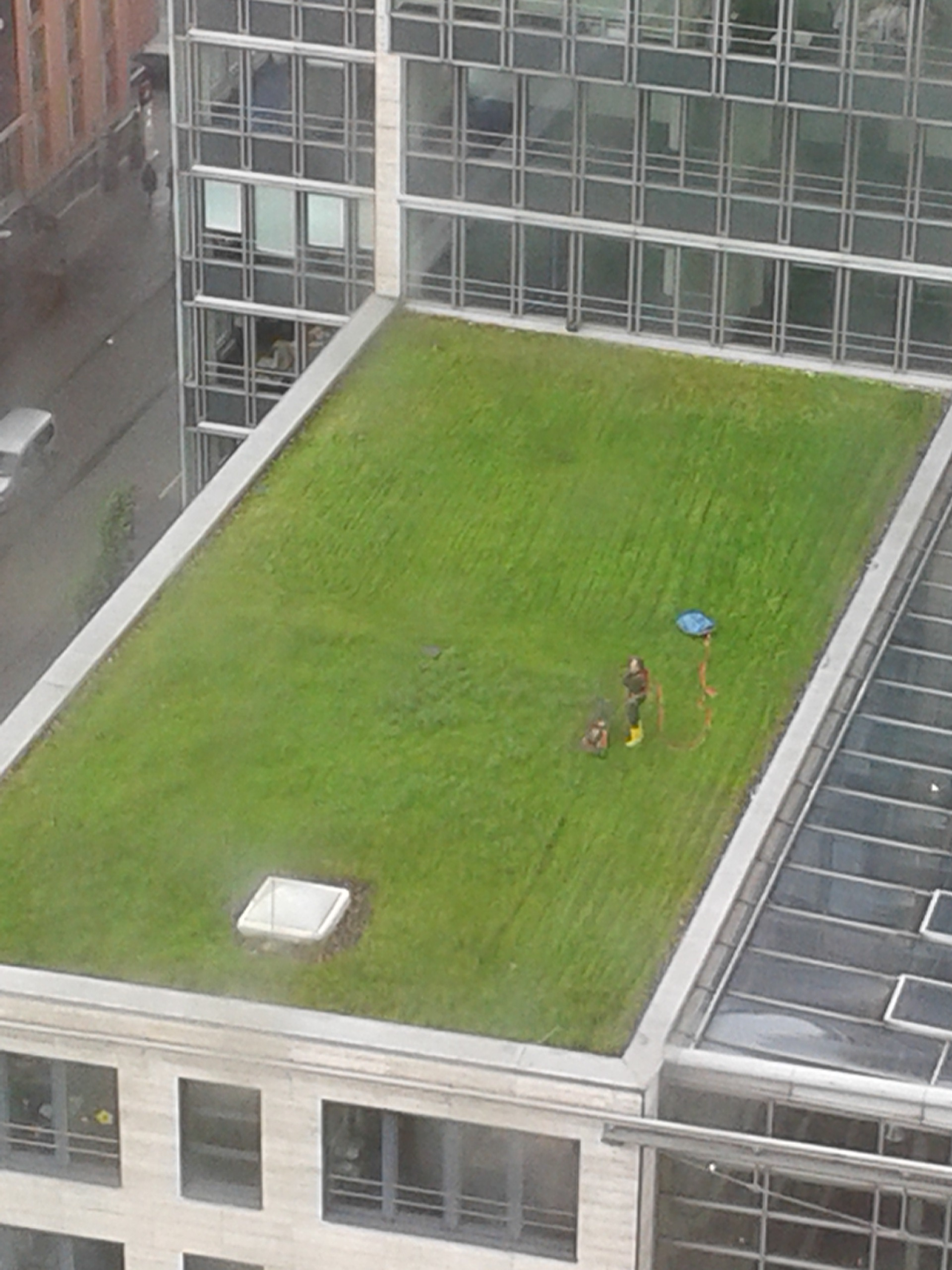
綠化屋頂。

一項在2020年所做的研究預測，在人口增長預測沒改變，且沒有移民的情況下，除非將溫室氣體排放量大幅減少，把升溫限制僅到1.5°C，否則全球有3分之1人口所居住的地區會在50年內變得與撒哈拉沙漠最熱的地區一樣炎熱。而截至2020年，預計將受最嚴重影響的地區，幾乎都不具調適能力。
由於城市熱島效應，城市特別容易受到熱浪的影響：氣候變化不是產生熱島效應的原因，但它會引起更頻繁和更強烈的熱浪，反過來又把這種效應放大。:993緊湊、密集的城市發展會增加城市熱島效應，導致更高的溫度和更多的暴露。
城市中的熱度可透過樹蔭和綠色空間來降低，草木有提供遮蔭並促進蒸發散的冷卻作用。其他的做法包括綠化屋頂、被動式日間輻射冷卻技術，以及在城市內使用淺色表面（參見反射表面）和吸熱性較低的建築材料，以反射更多的陽光並吸收更少的熱量。城市中的樹木必須換成更耐熱的樹種。
調適高溫的方法包括有：
- 採用以及發展空調和制冷系統：在學校中安裝空調設備[68]可提供更涼爽的學習場所，但除非使用綠色能源如太陽能等，否則會增加額外的溫室氣體排放。
- 採用如太陽能無動力製冷技術。

### 改變農用降雨模式
氣候變化的一個重要影響是全球的降雨模式遭到改變，而對農業產生一定程度的影響。雨養農業在全球農業的佔比為80%。全球8.52億貧困人口中有許多人生活在亞洲和非洲地區，依靠降雨來種植糧食作物。氣候變化會改變降雨、蒸發、徑流和土壤水分儲存。長期乾旱會導緻小型和邊際農場倒閉，而導致經濟、政治和社會混亂，比目前發生的更為嚴峻。
任何形式的農業都受到水可用性的強烈影響。季節性降水總量或其變化模式都很重要。在開花、授粉和結穗期間發生水分脅迫，對大多數作物均有害，尤其是對玉米、大豆和小麥。當土壤蒸發和植物自身蒸發散加速，就會導致水分脅迫。
有關調適的概念有：
- 利用全球運輸系統把多餘的食物運送到需要之處[96]
- 開發具有更強耐旱（英语：draught tolerance）能力的作物品種。[97]
- 儲存雨水。例如辛巴威當地利用小型栽種盆地以“收集”水已被證明可提高玉米產量（無論降雨量豐富或是稀少）。在尼日，這種做法讓小米產量增加3到4倍。[98]
- 從農作物退化為可食用的野生水果、根和葉。促進森林生長可提供這些備用食物供應，還可提供流域保護、碳截存和美化環境。

透過調整糧食系統以加強糧食安全，並防止未來氣候變化所產生的負面影響。

#### 更高的灌溉成本
氣候變暖後，灌溉用水的需求預計會增加，而加劇農業（已經是半乾旱地區最大的水資源耗用者）與城市和工業用戶之間的競爭。地下水位下降，以及由此導致的抽水所需動力的增加，將導致灌溉成本更高，特別是在乾旱條件下每單位面積需要更多的水。需要採用其他戰略來更有效利用水資源。
例如國際水管理研究所提出5項可幫助亞洲養活其不斷增長的人口的戰略：把現有灌溉系統現代化，以適應現代耕作方式、支持農民自尋水源（地下水），並採可持續的方式開採、讓私營部門參與，以超越傳統式“參與式灌溉管理”計劃、在灌溉部門之外進行投資，以擴展能力和知識。

### 乾旱和沙漠化

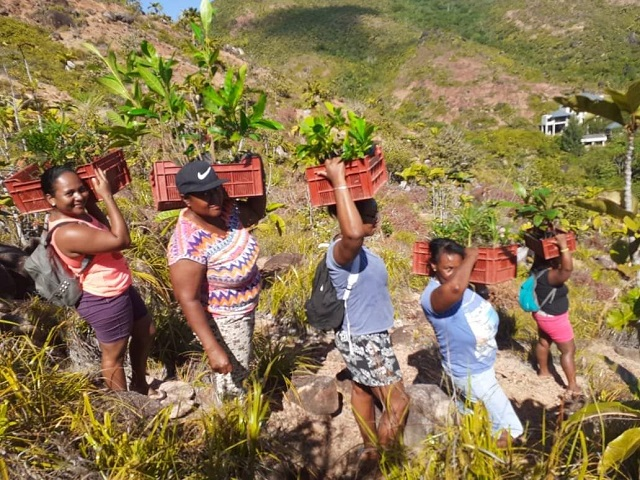
在塞席爾第二大島普拉蘭島進行的林地復育工作。

林地復育是阻止因人為氣候變化和不可持續的土地利用，而導致沙漠化的方法之一。最重要的項目之一是非洲綠色長城，它可阻止撒哈拉沙漠向南擴張。迄2018年，計畫只完成15%，但已產生許多積極影響，其中幾例為：“奈及利亞已經恢復超過1,200萬英畝（500萬公頃）的退化土地、已在塞內加爾各地種植約3,000萬英畝的抗旱樹木、在衣索比亞恢復高達3,700萬英畝的土地。” “由於種植樹木，許多地下水井可重新汲取飲用水，農村城鎮有額外的食物供應，並為當地居民提供新的工作和收入來源。”

### 升高遷移壓力
人口遷移事件受到許多因素的影響，環境因素只是其中之一。經濟、人口或政治因素在決策中通常都很重要，而氣候變化是間接，或是較不重要的驅動因素。:1079-1080

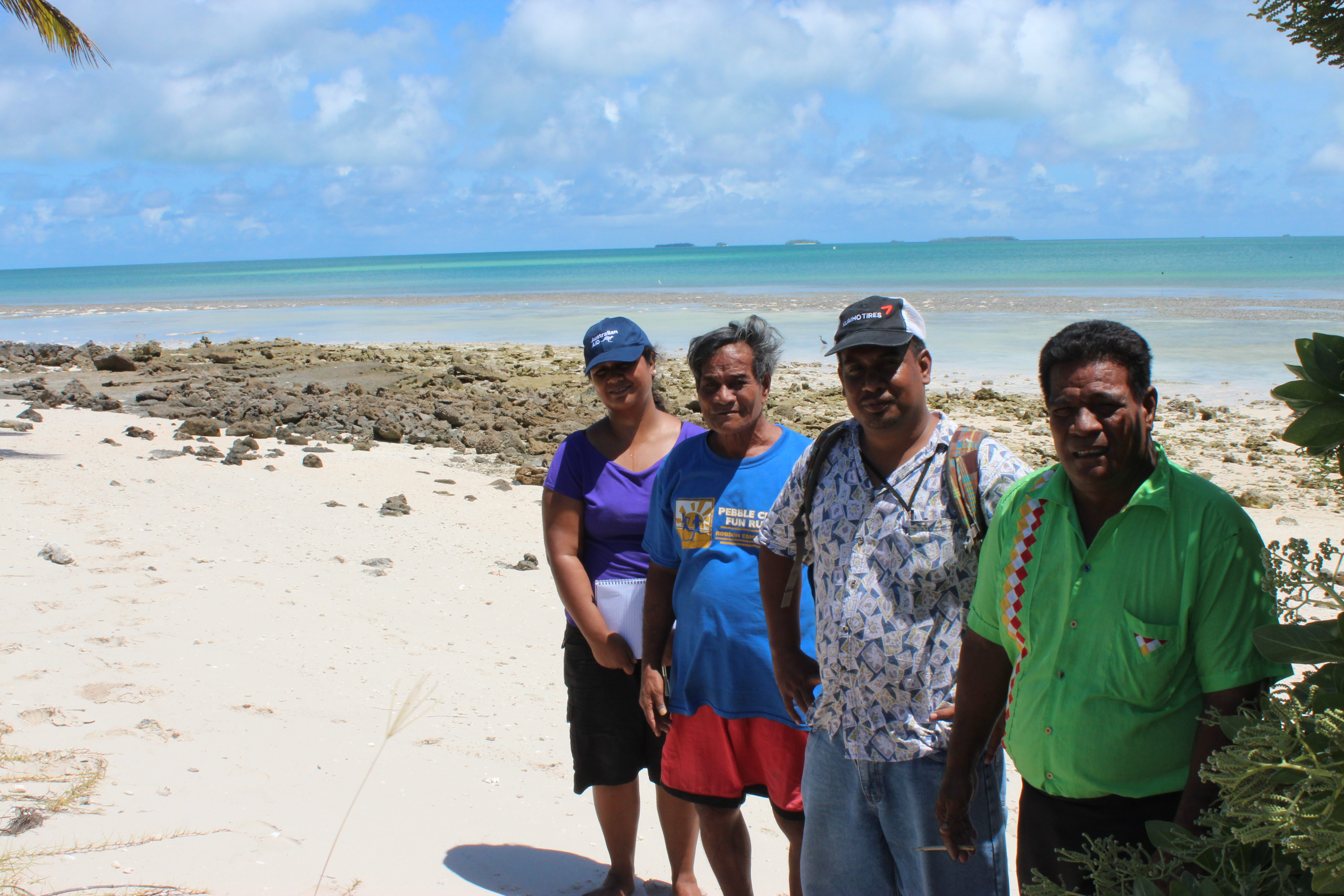
位於太平洋中的島國 - 吉里巴斯政府正採氣候變化調適行動以處理氣候變化的威脅。海平面上升對此類島國有嚴重威脅。

遷移可被視為是種調適的行為：人們可創造更多的收入、把謀生方式多樣化，同時分散氣候風險。
準移民通常需要獲得社會和財務資本，例如在所選目的地的支持網絡，以及能夠取得達成遷移的資金或物質資源。當人們面臨威脅其生計的環境因素，而其他方法無法解決問題時，遷移通常就是最後能用的一道調適行動。在提高調適能力的措施中，例如社會保護和促進婦女賦權，能夠幫助那些在移民決策中具有低下自主權的人。:25氣候變化的另一種影響是人口不願意或是無法遷移，在此情況下就需政府介入，以保障這些人的安全。[:1079-1081
許多關於移民的討論主要都是基於預測，少有人使用當前的移民數據。與熱帶氣旋、野火、暴雨、洪水和山體滑坡等突發事件相關的遷移通常是短距離、非自願和暫時性的。緩慢產生影響的事件，如乾旱，和逐漸上升的溫度，會產生較多的混合效應，但更有可能導致長期變化。:1079

## 不同部門選項
受到氣候變化影響的關鍵部門和系統，經評估風險後，涉及擬定應對選項的有：生態系統、水、食品、城市、人類健康、社區和生計。:ix

### 生態系統及其服務
氣候變化給生態系統帶來的主要風險包括生物多樣性喪失、生態系統結構變化、樹木死亡率增加、野火增加和生態系統中碳損失。這些風險會相互關聯，例如物種的喪失會把生態系統健康的風險升高。:290野火對世界許多地方的人類和生態系統均為越來越大的風險。:279野火和氣候變化導致的蟲害增加，造成北美洲近來樹木死亡增加。:280
對海洋和沿海地區的風險包括與海洋變暖相關的珊瑚白化，這會把生態系統的組成改變。珊瑚白化和死亡也升高附近海岸線和島嶼發生洪水的風險。氣候變化導致的海洋酸化也是珊瑚礁生態系統和其他生態系統（如岩岸和海帶森林）發生變化的驅動因素。:142
生態系統可用不同的方式應對氣候和其他環境壓力。個體生物可透過生長、移動和其他發育過程做出反應。物種和種群會以遷移或透過基因變動的方式來調適。人類的干預還可增強生態系統的復原力並幫助物種調適，例如保護更大面積的半自然棲息地，並在部分景觀之間建立連通以供物種移動。:283
基於生態系統的調適行動可為生態系統和人類帶來好處，包括恢復沿海和河流系統，以降低洪水風險和改善水質，在城市中創建更多綠地以降低溫度，以及恢復自然火情以降低發生嚴重野火的風險。有許多方法可降低疾病爆發的風險，例如針對會影響人類、野生動物和農場動物的病原體建立監測系統。:288,295

#### 輔助遷移
輔助遷移指的是人為把植物或動物遷移到不同棲息地的行為。移入的棲息地可能曾有過，或是不曾有過這類物種，唯一的要求是移入地必須擁有支持這類物種的生物氣候。輔助遷移的目標是將物種從受威脅的環境中移除，並讓它們有機會在安全的環境中生存和繁殖。
輔助遷移被視為應對氣候變化危機的潛在解決方案，環境變化的速度快過自然選擇能適應的速度。雖然輔助遷移可幫自然傳播能力較差的物種免於滅絕，但也引發關於可能會把入侵物種和疾病引入本來健康的生態系統的激烈辯論。儘管有這些爭論，已有科學家和土地管理者開始把某些物種進行輔助遷移的作業。有幾項研究蝴蝶類在氣候調適潛力的研究也已經完成。

### 健康
與氣候變化相關的健康風險包括由極端天氣產生的直接風險，例如寒潮、風暴或持續高溫。另有一些間接風險，例如營養不良或極端天氣造成的流離失所，及對精神健康產生的影響。:1076同樣的，由於無法接觸綠地、空氣品質下降或對氣候變化本身的焦慮，也會帶來精神健康風險。 :1076,1078由於傳染病傳播條件發生變化，也帶來更多風險，例如瘧疾和登革熱就具有特別高的氣候敏感度。:1062
對新的，或是增加的傳染病風險作調適，涉及通過改善住房和更好的衛生條件（例如透過 WASH 的做法）來做病媒控制。也包括經殺蟲劑處理過的蚊帳和室內噴藥，以及針對食源性疾病進行食品加工和儲存措施。:1107
而在高溫調適的方案，包括擴大使用空調和制定高溫行動計劃（包括熱浪預警系統在內）。其他選項是無動力制冷系統（包含遮陽和通風）- 這些都包含在改進建築和城市設計和規劃、綠色基礎設施或公共空調庇護中心等計畫之內。:1108-1109
應對精神健康影響的調適方案包括增加經費和獲得精神醫療保健的機會，把精神健康納入氣候韌性和災害風險規劃，以及改善災後的支持活動。:1112精神健康也因廣泛的活動，例如健康的自然空間、教育和文化活動而受益，也與糧食安全和營養有密切關聯。

### 城市
氣溫上升和熱浪是城市面臨的兩種主要風險。因氣溫升高，熱島效應會惡化，而城市人口增長和土地利用變化會對人類健康和生產力造成風險。:993市區洪災是另一個主要風險，特別是在沿海定居點，海平面上升和風暴潮會將此風險加劇。另一種風險是可用水資源的減少。當供水無法滿足不斷擴大的城市需求時，當地居民就會面臨缺乏水安全和氣候的影響，尤其是在降雨量減少的期間。但這類主要風險在城市之間，以及同一城市的不同人群之間存在很大差異。:993
城市的調適選項包括建物內及建物外的防洪措施、城市排水工程或基於自然的解決方案（例如生物沼澤地或其他可持續排水系統），以及復育和/或保護沿岸紅樹林。植被走廊、綠地、濕地和其他綠色基礎設施也可降低溫度升高的風險，安裝空調、“涼爽屋頂”（即採用高反射率材料）或太陽能煙囪（增強垂直空氣對流）等設計也可達到類似的目的。一些制度上的調適對城市尤為重要，例如在建築法規、分區和土地使用上的立法。:952
許多城市已把全市的調適戰略或計劃整合，將其社會和經濟活動、民政當局和基礎設施服務結合運作。如果能與當地社區、國家政府、研究機構以及私營部門和第三部門合作，共同執行，會更加有效。:994

### 水
氣候變化會，而且已影響到各地水資源的整體，及季節性供應。預計氣候變化會增加降雨的變率，以及對水質和水量的影響，例如洪水會把污染物沖入水體，也會並破壞水利基礎設施。在許多地方（特別是在熱帶和亞熱帶），乾燥和乾旱時間變得更長，有時會連續數年。這些都導致土壤失去更多水分、地下水位降低以及河流流量減少，或是改變流向，對於生態系統和經濟中許多用水部門都會產生風險。:660預計農業將受到水供應變化的影響，繼而讓糧食安全面臨風險。抽水灌溉經常會導致地下水枯竭和水循環的變化，有時會讓乾旱情況變得更惡劣。:1157
農業中一些最常採用的調適措施包括選擇耗水較低的作物，或是能抗旱及抗洪品種，並會根據變動的雨季時辰，而變動播種和收穫的時間。另有其他節水的技術可供採用。:584水還可用作水力發電、火力發電廠冷卻以及採礦業等用途。調整水力發電廠的設計及控制系統以用更少的水運作，或使用其他可再生能源（達成能源生產多樣化）也是有效的調適選項。:626

### 生計與社區
生計和生活條件在很大程度上均受到氣候變化的影響，例如在獲取自然資源和生態系統、土地和其他資產方面。另外社區和生計會受到影響的方面涉及獲得水和衛生設施、電力、道路、電信等基本基礎設施的服務。.:1119
其中與生計相關的最大風險來自農業減產（影響到人類健康和糧食安全）、房舍損毀以及失去收入。人類賴以維生的魚類和牲畜也同時面臨風險。:1178一些社區和其生計還面臨無法逆轉的損失和發展困難的風險，以及更為複雜的災難風險。:1214
氣候變化對那些最貧困人口的影響最為嚴重，他們更易受到極端溫度和乾旱等災害的影響。他們的資源通常不足，難能獲得資金、支持和政治影響。這些人的另外劣勢還有受歧視、性別不平等和無法獲得資源（例如那些殘疾人士或少數群體）。:1251
對於家庭和社區的生計部分，最常見的調適響應是在工程和技術方面的做法，例如採用傳統基礎設施以保護特定土地利用、基於生態系統的恢復流域或實施氣候智慧型農業技術。調適工作需要對各種自然資產以及會優先顧及社區（包括最貧困人口）需求的機構進行公共和私人投資。:1253

## 按地區選項
全球已受風險和調適方案評估過的區域包括有：非洲、亞洲、澳大拉西亞、中美洲和南美洲、歐洲、北美洲和小島嶼開發中國家。:ix
開發中國家往往比已開發國家更易受到氣候變化的影響。:957根據當時的發展趨勢（2001年），預計很少有發展中國家具備有效調適氣候變化的能力。:957部分原因是他們的調適能力不高，而且針對其GDP，有成本過高的問題。
概述：
- 非洲：非洲的主要經濟部門一直很容易受到可見的氣候變率的影響。[117]:435這種脆弱性被認為是導致非洲調適能力薄弱的原因，讓非洲對未來氣候變化有甚高的脆弱性。一般認為將來海平面上升會增加非洲沿海城市的社會經濟脆弱性。
- 亞洲：氣候變化會導致亞洲北部永凍層退化，加劇依賴氣候為生的部門的脆弱性，並影響當地的經濟。[118]:536
- 澳大利亞和紐西蘭：在此兩地的大多數人都具有相當大的調適能力。一些原住民社區被認為具有低度調適能力（中等置信度）。[119]:509
- 歐洲：根據2001年的調查，歐洲社會經濟系統的調適潛力被認為為相對較高。[120]:643這歸因於歐洲的高國民生產毛額、穩定的增長、穩定的人口以及高度發展的政治、制度和技術支持系統。
- 拉丁美洲：當地社會經濟系統的調適能力非常低，特別是針對極端天氣事件方面，該地區有很高的脆弱性。[121]:697
- 極地地區：於北極接近溶冰點的地方，當地的社會經濟系統被認為特別容易受到氣候變化的影響。[122]:804-805在2007年做的預測，該地區將發生重大的生態、社會和經濟變動。[122]:804-805
- 小島嶼開發中國家：2007年所做的調查，發現小島嶼特別容易受到氣候變化的影響。[123]:689

## 涉及成本

### 經濟成本
調適氣候變化而發生的經濟成本在很大程度上由氣候變化的程度而決定：變暖更高，成本會更高。全球在接下來的幾十年裡，每年為調適可能會花費數百或數千億美元。聯合國政府間氣候變化專門委員會（IPCC）最近發佈報告摘要指出，為應對調適氣候變化，到2030年將花費“150至4,110億美元，其他大多數估計都遠高於1,000億美元。”:Cross-Chapter Box FINANCE由於這些估計成本均大幅超過可用的資金，因此存在著“調適差距”，此類問題在開發中國家尤為嚴重。:SPM C1.2這種差距正擴大中，:ch 17成為進行調適的主要障礙。經調查全球的氣候變化融資中的資金流向，“絕大多數資金”被用於緩解工作，只有“一小部分”用於調適工作，差距情況十分明顯。
另有更多區域估計可供參考。例如亞洲開發銀行有一系列關於亞太地區氣候變化經濟學（Economics of Climate Change in the Asia-Pacific region）的研究，均提供調適和緩解措施的成本分析。根據WEAP（水評估和規劃系統（Water Evaluation And Planning system）的首字母簡稱）建模，可協助研究人員和規劃人員評估氣候變化對水資源的影響和調適。在聯合國開發計劃署的相關入口網站內可找到對非洲、歐洲和中亞以及亞太地區氣候變化調適的研究。

### 成本效益分析
截至2007年，尚無對全球調適成本和收益的全面估算。:719但從那時開始已有大量研究文獻出現，但通常側重於開發中國家，或是某一個別部門的調適做法。這些資料顯示在特定背景下的許多特定調適方案，投資金額會明顯低於災害造成的損害，但站在全球角度的估計仍具有相當大的不確定性。:ch 15:Cross-Chapter Box FINANCE

### 國際金融
《聯合國氣候變遷綱要公約》（UNFCCC）中第11條為開發中國家締約方提供一個財務機制，以支持它們的調適行動。迄2009年，UNFCCC的財務機制下有3個基金。其中特別氣候變化基金（Special Climate Change Fund，SCCF) 和最不發達國家基金（Least Developed Countries Fund，LDCF）由全球環境基金負責管理。調適基金 (AF)是2022年聯合國生物多樣性大會（COP15）會期中談判後成立，由聯合國秘書處管理。最初在《京都議定書》生效時，適應基金的資金來源是對清潔發展機制 (CDM，其收入來自碳權交易) 徵收2%的稅款。
在2009年聯合國氣候變化大會（又稱哥本哈根氣候變化會議）期間，已開發各國承諾到2020年每年向開發中國家提供1,000億美元經費，用於減緩和調適氣候變化的項目。 綠色氣候基金 (GCF)成立於2010年，是作調適氣候變化融資的渠道之一。在 2015年聯合國氣候變化大會（於巴黎舉行）會議上，明確指出年度1,000億美元經費應該在緩解和調適活動之間作平衡分配。截至2020年12月，已開發國家承諾的每年1,000億美元尚未完全兌現，大多數開發中國家的資金仍以減緩為目標，調適活動僅獲得2020年撥付資金中的21%。
由多邊開發銀行提供的全球調適融資在2021年超過190億歐元，這表示調適融資呈上升趨勢。在2022年聯合國氣候變遷大會（簡稱COP27）所發表的聯合聲明中，多邊開發銀行承諾將增加調適融資，特別是針對低收入國家、小島嶼開發中國家和弱勢群體。通常為項目提供成數達50%資金的歐洲投資銀行表示，它們將把主要是為氣候調適而做的項目的投資成數提高到75%。

### 額外性
國際調適融資的一個關鍵和決定性特徵是它的前提具有額外性的概念。這反映出調適融資與其他發展援助之間存有聯繫。許多已開發國家已向開發中國家提供援助，以應對諸如貧困、營養不良、糧食不安全、飲用水供應、債務、文盲、失業、當地資源爭奪和技術發展緩慢等挑戰。氣候變化會加劇或阻礙解決其中一些先前存在的問題，而又會產生新的問題。為避免現有援助受重新分配，額外性指的是專為這些調適所發生的成本。
對額外性的4個主要定義是：
1. 氣候融資雖被歸類為援助，但它超越聯合國千年發展目標中的援助部分、
2. 比上一年用於減緩氣候變化的政府開發援助（ODA）有所增加、
3. 提高ODA（包括氣候變化資金）水平，但僅限制在特定百分比的範圍內、和
4. 增加與ODA無關的氣候融資。

對額外性的批評是它鼓勵對未來氣候變化風險抱持一切照舊的想法。因此有倡導者提議將氣候變化調適納入減貧計劃。
丹麥從2010年到2020年，將其全球變暖調適援助增加33%（從該國GDP的0.09%增加到0.12%），但並非額外增加，而是從其他援助外國資金中扣除而來。丹麥的大報Politiken寫道：“氣候援助變成是由最窮苦的人所提供。”

## 挑戰

### 不同的時間尺度
調適可在預期而發生的變化中發展（預期性調適），或者是對這類變化的反應（反應性適應）。例如在歐洲阿爾卑斯山上的人工造雪是為應對當前的氣候情況，而在加拿大海拔更高處建造邦聯大橋，則是把未來海平面上升對橋下船舶通行空間的影響列入考慮。
此外，有效的調適政策可能難以實施，因為政策制定者通常是因實施短期變革而獲得更多肯定，而非會做長期規劃。由於氣候變化的影響通常不會在短期內顯現，因此政策制定者會有較少的動機去採取行動。此外，氣候變化是在全球發生，而需要一個符合全球性的調適政策。絕大多數的調適和減緩政策都是在局部的規模內實施，因為不同的地區必須採適宜當地的方式，而國家級和全球性政策的制定往往更具挑戰性。

### 不良調適
許多調適與短期氣候變率有關，但可能會導致對長期氣候趨勢的不良調適。例如埃及在經歷一段較高的河流水流量之後，把灌溉活動擴大到西奈半島西部的沙漠，而從該地區長期預測為乾旱的角度來看，這是種不良調適。一種規模的適應，會在另一種規模上產生外部性，而導致其他參與者的調適能力降低的情況。當在較小的範圍內廣泛評估調適的成本和收益後，通常最終會出現調適讓某些參與者受益，但對其他參與者卻有負面影響的情況。

### 調適中可能的限制
人們一直對氣候變化作調適，一些社區本來就有應對策略，例如改變播種時間或採用新的節水技術。人們對傳統知識和應對策略應予以維護和加強，否則調適能力會隨著當地環境知識的喪失而減弱。加強這些當地技術並在這些技術的基礎上進一步發展，也讓這種戰略更易受到接納，因為在這個過程中會產生更高的社區自主感與參與度。在許多情況下，氣候變化的新狀況已非先前經驗所能處理，而需要新的技術。隨著氣候變化的脆弱性和風險增加，已實施的漸進式調適會變得不足，會導致需要更大、更昂貴的變革適應。當前的發展日益側重於以社區為基礎的氣候變化調適，力求增強調適戰略中的當地知識、參與和自主感。

### 鼓勵私人投資於調適活動
氣候變化調適是個比緩解活動更為複雜的投資領域，主要是因為缺乏明確的收入來源，或具有誘人投資回報的商業案例。私人投資面臨幾個相當特定的挑戰：
- 涉入調適行動的通常是公共部門，或這類行動側重的是惠及許多人的公共財（因此缺乏對私營部門具有吸引力的項目）、
- 需要投資的時機（通常為短期）與收益之間存在不匹配。對於調適，收益通常是經中期或長期才會累積完成（長期回報對投資者的吸引力不如短期回報） 、
- 缺乏關於投資機會的信息，特別是未來影響和收益的不確定性（回報只在較長時間內逐步累積 - 此為關鍵特性）、
- 在設計調適項目和了解法律、經濟和監管框架（這部分通常會較薄弱）對財務的影響方面，也有人力資源和能力不足的問題。

但目前在此領域中已有相當多的創新，讓私營部門能發揮更大作用，以縮小這類融資的缺口。經濟學家指出，參與氣候調適投資應該是企業的當務之急。

### 與緩解間的權衡
當氣候相關行動有進行方向不同的時候，就會在調適和減緩之間進行權衡。例如，緊密的城市發展可減少交通和建築在溫室氣體的排放。另一方面，這種發展會增加城市熱島效應，導致更高的氣溫和更多的暴露，讓調適行動更具挑戰性。

## 策劃與實施
規劃氣候調適的目的在管理負面影響的風險水平。規劃通常經過對氣候變化風險和脆弱性的評估，以及評估不同措施的相對收益和成本來提供信息。規劃之後，通常就會進入實施階段。並制定指南（例如歐盟調適支持工具），以利於過程中遵照施行。
1. 為調適做好準備
2. 評估氣候變化風險和脆弱性
3. 選擇調適方案
4. 評估各調適方案
5. 實施
6. 監測和評估

截至2022年，調適工作往往更側重於規劃，並非實施。:20:130
對調適行動做監測和評估，在確保計畫按進度進行很重要。這也表示可在過程中吸取教訓，而加以改進，並知曉該採取哪些額外的行動。在國家和地方層級，這類監測和評估系統的開發和使用都在增加。截至2020年，大約有4分之1的國家已制定有監測和評估框架。:28 :20

### 不同國家和城市
一份聯合國在2020年發佈的報告發現，雖然72%的國家擁有高水平的調適工具 - 例如計劃、政策或戰略 - 但相對較少的國家取得切實施行的進展。至少沒讓其人口所面臨的氣候風險已達顯著降低的程度。
一項對全球812個城市的調查發現，雖然有93%的城市報告說它們面臨氣候變化的風險，但有43%的城市迄2021年尚無調適計劃，有41%的城市並沒進行氣候風險和脆弱性評估。 

### 全球目標
聯合國在2015年制定可持續發展目標13，目的為加強各國應對氣候相關問題的韌性和調適能力。調適工作包括許多領域，例如基礎設施、農業及教育。《巴黎協定》之中包括若干調適條款，通過國家自定貢獻目標有關調適的部分，促進全球責任的理念，改善溝通，並包括一項協議，即已開發國家應提供某種財務支持和技術轉讓，促進更具脆弱性國家進行調適。 
聯合國估計把非洲的人口增長列入考慮，當地每年需要1.3兆美元的資金才能達成可持續發展目標。國際貨幣基金組織（IMF）還估計，僅花在非洲的氣候變化調適的費用就需要500億美元。

## 外部連結
- The Intergovernmental Panel on Climate Change (IPCC) Working Group II assesses the scientific literature on adaptation: Working Group II — IPCC （页面存档备份，存于）
- The weADAPT platform （页面存档备份，存于） encourages the sharing of experiences from adaptation projects to accelerate learning and climate action.